# Dorstenia nipensis
Dorstenia nipensis är en mullbärsväxtart som beskrevs av Ignatz Urban och Ekman. Dorstenia nipensis ingår i släktet Dorstenia och familjen mullbärsväxter. Inga underarter finns listade i Catalogue of Life.